# رود بالاندا
رود بالاندا (انگلیسی: Balanda) یک رودخانه در استان ساراتوف کشور روسیه است.